# 252 (nombre)
Cet article concerne le nombre 252. Pour l'année, voir 252.
252 (deux cent cinquante-deux) est l'entier naturel qui suit 251 et qui précède 253.

## En mathématiques
deux cent cinquante-deux est :
- un nombre pyramidal hexagonal.
- un nombre Harshad.
- un nombre refactorisable.
- un coefficient binomial central.

## Dans d'autres domaines
deux cent cinquante-deux est aussi :
- Années historiques : -252, 252